# Mount Eugene
Mount Eugene är ett berg i Kanada.   Det ligger i territoriet Nunavut, i den nordöstra delen av landet, 4 100 km norr om huvudstaden Ottawa. Toppen på Mount Eugene är 1 850 meter över havet.
Terrängen runt Mount Eugene är huvudsakligen kuperad. Trakten runt Mount Eugene är nära nog obefolkad, med mindre än två invånare per kvadratkilometer.. Det finns inga samhällen i närheten. 
Trakten runt Mount Eugene är permanent täckt av is och snö.